# Гаспра
Гаспра (на украински: Гаспра; на руски: Гаспра; на кримскотатарски: Gaspra) е селище от градски тип в Крим, Южна Украйна.
Той е известен курорт на брега на Черно море, разположен на 4 km южно от Ялта. Населението му е над 10 000 души.